# Ашбі (Міннесота)
Ашбі (англ. Ashby) — місто (англ. city) в США, в окрузі Грант штату Міннесота. Населення — 469 осіб (2020).

## Географія
Ашбі розташоване за координатами 46°5′35″ пн. ш. 95°48′56″ зх. д. / 46.09306° пн. ш. 95.81556° зх. д. (46.093105, -95.815651).  За даними Бюро перепису населення США в 2010 році місто мало площу 1,51 км², з яких 1,41 км² — суходіл та 0,10 км² — водойми.

## Демографія
Згідно з переписом 2010 року, у місті мешкало 446 осіб у 197 домогосподарствах у складі 132 родин. Густота населення становила 295 осіб/км².  Було 232 помешкання (153/км²).
Расовий склад населення:
| - 95,3 % — білих - 1,8 % — чорних або афроамериканців - 0,4 % — азіатів |

До двох чи більше рас належало 2,2 %. Частка іспаномовних становила 1,1 % від усіх жителів.
За віковим діапазоном населення розподілялося таким чином: 24,2 % — особи молодші 18 років, 50,2 % — особи у віці 18—64 років, 25,6 % — особи у віці 65 років та старші. Медіана віку мешканця становила 43,2 року. На 100 осіб жіночої статі у місті припадало 87,4 чоловіків;  на 100 жінок у віці від 18 років та старших — 86,7 чоловіків також старших 18 років.
Середній дохід на одне домашнє господарство  становив 53 979 доларів США (медіана — 42 917), а середній дохід на одну сім'ю — 61 339 доларів (медіана — 53 125). За межею бідності перебувало 10,2 % осіб, у тому числі 13,2 % дітей у віці до 18 років та 14,2 % осіб у віці 65 років та старших.
Цивільне працевлаштоване населення становило 199 осіб. Основні галузі зайнятості: освіта, охорона здоров'я та соціальна допомога — 25,6 %, роздрібна торгівля — 13,1 %, публічна адміністрація — 12,6 %.